# 希望小提琴
《希望小提琴》是2012年出版的台灣繪本，由幸佳慧創作、蔡達源繪圖，為台灣首本以白色恐怖為主題的繪本，故事改編自白色恐怖政治受難者陳孟和的經歷。

## 創作
《希望小提琴》的創作耗時六年，幸佳慧在創作過程中多次拜訪故事主角陳孟和，與其一同到綠島回顧當年人事。
本繪本有部分書籍由鄭南榕基金會贊助出版。